# Louis Auguste Blanqui
Louis Auguste Blanqui (ur. 8 lutego 1805 w Puget-Théniers, zm. 1 stycznia 1881 w Paryżu) – francuski działacz i przywódca rewolucyjny. Reprezentował idee republikańsko-socjalistyczne, chociaż często uznawany jest za utopijnego socjalistę. Przez młodszych towarzyszy obdarzony został przydomkiem l’Enfermé („Uwięziony”), ponieważ blisko połowę swego życia (prawie 37 lat) spędził w więzieniach.

## Życiorys
Pochodził z rodziny o włoskich korzeniach, która znalazła się we Francji po włączeniu do tego kraju w 1792 r. hrabstwa Nicei. Od najmłodszych lat był niestrudzonym konspiratorem. Studiował prawo i medycynę, lecz zaniedbał studia, przystępując w 1824 r. do stowarzyszenia karbonariuszy. Wziął udział w walkach rewolucji lipcowej w 1830 r., a w 1831 r. założył towarzystwo Przyjaciele Ludu (fr. Amis du peuple) o charakterze republikańsko-socjalistycznym. W 1833 r. założył komunizujące Towarzystwo Praw Człowieka (fr. Société des droits de l’homme), którego członkowie włączyli się później w rozruchy społeczne w Paryżu i Lyonie w lipcu 1834 r., a następnie Stowarzyszenie Rodzin (fr. Société des familles). Po odkryciu przez władze tajnego laboratorium produkującego proch strzelniczy został skazany na 2 lata więzienia. Dzięki amnestii z 1836 r. wyszedł na wolność i został jednym z przywódców, utworzonego w 1838 r., Stowarzyszenia Pór Roku (fr. Société des Saisons). W 1839 wraz z Armandem Barbèsem stanął na czele krwawo stłumionego powstania w Paryżu, podczas którego próbował dokonać zamachu na sąd i prefekturę Paryża. Ujęty, został skazany na karę śmierci, zamienioną później na karę dożywotniego więzienia.
Powrócił do Paryża w okresie rewolucji lutowej w 1848. Przeciwny umiarkowanej postawie tymczasowego rządu, w skład którego – przy większości burżuazyjnej – weszli Louis Blanc i Albert Alexandre Martin jako przedstawiciele klasy robotniczej, założył centrowe Towarzystwo Republikańskie (fr. Société républicaine). 17 marca zorganizował wielką demonstrację robotników, która jednak rozeszła się po pacyfistycznej przemowie Lamartine'a. 15 maja wszedł w skład proklamowanego przez Armanda Barbèsa nowego rządu powstańczego, który jednak upadł jeszcze tego samego dnia. Ujęty, został skazany przez Sąd Najwyższy w Bourges na 10 lat więzienia za podburzanie ludu do rewolucji. Karę odbywał – po próbie ucieczki deportowany do Afryki – aż do amnestii w 1859 r.
Aresztowany po raz kolejny w 1861 r. za założenie tajnego stowarzyszenia skierowanego przeciwko II Cesarstwa został zmuszony do emigracji. Od 1865 r. przebywał w Belgii, skąd kierował ruchem swych zwolenników i czasopismem Candide.
Powrócił do Paryża w okresie wojny francusko-pruskiej, gdzie próbował zająć koszary w Villette. Począwszy od 4 września 1870 r., wraz z powstaniem III Republiki, zaczął wydawać czasopismo La patrie en danger ("Ojczyzna w niebezpieczeństwie"), w którym nurt patriotyczny łączył się z antyklerykalnym a nawet komunistycznym. Podczas powstania 31 października tego roku został powołany przez bataliony Obrony Narodowej do rządu, który jednak natychmiast upadł. Później wraz z innymi przywódcami lewicy włączył się w działalność Komuny Paryskiej. Został jednak ponownie aresztowany i w 1872 r. skazany na dożywotnie więzienie. Schorowany, został uwolniony w 1879 r. Ostatni okres swego życia poświęcił na redagowanie dziennika o znamiennym tytule Ni Dieu ni maître („Ni Boga, ni pana”).

## Poglądy
Auguste Blanqui w poglądach filozoficznych był materialistą i ateistą. Walczył o cele, naturalne obecnie we wszystkich ustrojach demokratycznych: powszechne prawo wyborcze, równouprawnienie kobiet, zakaz pracy dzieci. Rozwinął własną teorię socjalizmu. Jego doktryna zwana blankizmem głosiła, że do zmiany ustroju w drodze walki zbrojnej powinna doprowadzić działalność spiskowa (bez konieczności angażowania mas). Sformułował teorię "dyktatury proletariatu", użytą później przez Karola Marksa. Jego zwolennicy, blankiści, odegrali znaczącą rolę podczas Komuny Paryskiej w 1871 roku.